# Aphrosylus celtiber
Aphrosylus celtiber är en tvåvingeart som beskrevs av Alexander Henry Haliday 1855. Aphrosylus celtiber ingår i släktet Aphrosylus och familjen styltflugor. Inga underarter finns listade i Catalogue of Life.